# 天堂晋助 (作家)
天堂 晋助（てんどう しんすけ、1968年 - ）は、日本の小説家、ライター。埼玉県川越市出身。
安原顯の創設した創作学校に小説を学び、その創作学校にて優秀賞受賞。1995年、第2回歴史群像大賞で奨励賞受賞。それをきっかけに会社を辞め、文筆業に専念。「歴史読本」「歴史と旅」などでライターとして活動。『秦始皇帝と暗殺者』は日本図書館協会選定図書となる。

## 作品リスト
- 『都市伝説百物語―君のとなりの怪しい話』　ベストセラーズ 1999年7月 ISBN 4584306249
- 『秦始皇帝と暗殺者』　河出書房新社 2002年1月 ISBN 430901447X
- 『陳勝・呉広の反乱』　河出書房新社 2004年4月 ISBN 4309905757
- 『モンゴルの剣―元朝最後の密命』　河出書房新社 2007年3月 ISBN 4309907229
- 『風呼ぶ狐―西南戦争の潜入警察官　文藝春秋企画出版部　2021年11月